# ويلهلم فرديناند كالي
ويلهلم فرديناند كالي هو كيميائي وسياسي ألماني، ولد في 19 فبراير 1870 في Biebrich (Wiesbaden) ‏ في ألمانيا، وتوفي في 7 سبتمبر 1954 في توتزينغ في ألمانيا. نشط حزبياً في حزب الشعب الألماني ‏. وقد انتخب عضو مجلس الشورى الموحد بروسيا ‏ وانتخب عضو في الرايخستاغ في  جمهورية فايمار ‏.

## وصلات خارجية
- ويلهلم فرديناند كالي على موقع مونزينجر (الألمانية)